# Путешествие в Рождество
Путешествие в Рождество — фестиваль цикла «Московские сезоны». Включает в себя ярмарочную торговлю, культурную программу и тематическое оформление.

## История
Первый из цикла «Московские сезоны» фестиваль «Путешествие в Рождество» появился в 2013 году. По опыту проведения данного фестиваля было принято решение проводить подобные мероприятия не только зимой, но и в другие сезоны.
В 2013 году были выбраны 34 площадки для проведения фестиваля «Путешествие в Рождество», каждая из площадок представляла какой-либо город или страну; также были приглашены мастера, повара и ремесленники из разных стран.
С 2015 года параллельно с «Путешествием в Рождество» проводится фестиваль «Рождественский свет», в рамках которого художники по свету устанавливают в Москве светящиеся инсталляции. В 2015 году фестиваль стал самым масштабным в Европе: его посетили 10 миллионов человек.

## 2016 год
С 16 декабря по 15 января фестиваль «Путешествие в Рождество» прошёл в Москве в четвёртый раз. В нём приняли участие 15 стран и представители 40 регионов России. На шести площадках были установлены карусели, на площади Революции работал бесплатный каток, на фестивальных площадках установили 200 торговых шале, прошло около трёх тысяч мастер-классов, развлекательных и обучающих мероприятий.

## 2018 год
В 2018 году фестиваль проходил в Москве с 22 декабря по 14 января на более чем 83 площадках. Для гостей были подготовлены ледовые балеты, выступления уличных театров, концерты, мастер-классы, традиционные зимние забавы и световые инсталляции. Площадки фестиваля за время их открытия в этом сезоне посетили более 14 миллионов человек.

## 2020 год
В 2020 году фестиваль «Путешествие в Рождество» посетили более 26 миллионов человек. Фестиваль развернулся на 81 площадке, где гости посмотрели 162 ледовых шоу, более 1800 выступлений творческих коллективов, стали участниками 10 400 бесплатных мастер-классов и получили 86 тысяч подарков. В празднике участвовали семь тысяч актёров, музыкантов, спортсменов и ведущих.

## 2022 год
В 2022 году зимний фестиваль «Путешествие в Рождество» продлился с 10 декабря 2021 по 9 января 2022 года. Для москвичей и гостей столицы работали 27 тематических площадок в центре и районах города. Каждая из фестивальных локаций — это ярмарки, карусели и катки.